# Gleiritsch

Gleiritsch là một đô thị ở huyện Schwandorf bang Bayern, Đức.